# Episodi di Sex and the City (seconda stagione)
La seconda stagione della serie televisiva Sex and the City, composta da 18 episodi, è stata trasmessa per la prima volta negli Stati Uniti dal 6 giugno 1999 al 3 ottobre 1999 sul canale HBO.
| nº | Titolo originale                                  | Titolo italiano                              | Prima TV USA      | Prima TV Italia |
| -- | ------------------------------------------------- | -------------------------------------------- | ----------------- | --------------- |
| 1  | Take Me Out to the Ball Game                      | Le regole del lasciarsi                      | 6 giugno 1999     | 2001            |
| 2  | The Awful Truth                                   | La verità fa male?                           | 13 giugno 1999    | 2001            |
| 3  | The Freak Show                                    | Gli uomini sono tutti… strani?               | 20 giugno 1999    | 2001            |
| 4  | They Shoot Single People, Don't They?             | Single è bello?                              | 27 giugno 1999    | 2001            |
| 5  | Four Women and a Funeral                          | Strane opportunità                           | 4 luglio 1999     | 2001            |
| 6  | The Cheating Curve                                | Sesso: bugie e tradimenti                    | 11 luglio 1999    | 2001            |
| 7  | The Chicken Dance                                 | Obiettivo: matrimonio                        | 18 luglio 1999    | 2001            |
| 8  | The Man, the Myth, the Viagra                     | Leggende metropolitane, miti e luoghi comuni | 25 luglio 1999    | 2001            |
| 9  | Old Dogs, New Dicks                               | Si può cambiare per amore?                   | 1º agosto 1999    | 2001            |
| 10 | The Caste System                                  | Differenze sociali… ostacolo dell'amore?     | 8 agosto 1999     | 2001            |
| 11 | Evolution                                         | Sesso: desiderio o necessità?                | 15 agosto 1999    | 2001            |
| 12 | La Douleur Exquise!                               | Soffrire per amore                           | 22 agosto 1999    | 2001            |
| 13 | Games People Play                                 | Giochi di coppia                             | 29 agosto 1999    | 2001            |
| 14 | The Fuck Buddy                                    | L'amico per il sesso                         | 5 settembre 1999  | 2001            |
| 15 | Shortcomings                                      | Dettagli non trascurabili                    | 12 settembre 1999 | 2001            |
| 16 | Was It Good for You?                              | Ti è piaciuto?                               | 19 settembre 1999 | 2001            |
| 17 | Twenty-Something Girls vs. Thirty-Something Women | Meglio giovani o mature?                     | 26 settembre 1999 | 2001            |
| 18 | Ex and the City                                   | Ex: la terza dimensione                      | 3 ottobre 1999    | 2001            |

## Le regole del lasciarsi
- Titolo originale: Take Me Out to the Ball Game
- Diretto da: Allen Coulter
- Scritto da: Michael Patrick King

### Trama
Dopo che Carrie ha terminato la relazione con signor Big, Miranda porta l'amica ad una partita degli Yankees per risollevarle il morale: qui conosce Joe, un nuovo membro della squadra, che invita a cena. Miranda è annoiata dai discorsi delle amiche che vertono sempre su uomini ma, quando rivede un suo ex che le ha spezzato il cuore, capisce che una donna che soffre deve avere tutto il tempo che le serve per superare il fatto. Samantha non è soddisfatta dal suo ragazzo "poco dotato" e la nuova fiamma di Charlotte ha la brutta abitudine di "toccarsi" continuamente mentre parla. Carrie va in un locale con Joe ed incontra Big. Lungo la strada del ritorno, la donna chiede a Joe di lasciarla sola e capisce di non essersi ancora liberata di Big. Carrie conia un'importante "Regola del lasciarsi": non si va da nessuna parte senza gli amici.
- Altri interpreti: James Goodwin (James), Rob Bogue (Paul Ericson), Mark Devine (Yankee Joe), Larry Doby Jr. (Grosso giocatore di baseball), Marilyn Dobrin (Venditrice), Maggie Kiley (Donna n. 1), Keira Naughton (Donna yuppie), Jason Testa (Perdente), Chantal Lonergan (Ragazzina, non accreditata), Jennifer Scheer (non accreditata)

## La verità fa male...?
- Titolo originale: The Awful Truth
- Diretto da: Allen Coulter
- Scritto da: Darren Star

### Trama
Carrie induce involontariamente l'amica Susan Sharon a lasciare il marito. Successivamente la ragazza invita signor Big alla sua festa di compleanno. Samantha si sforza di parlare a James del suo "problema dimensionale" e va in terapia di coppia con lui, lasciandolo al termine della seduta. Charlotte prende un cucciolo come rimpiazzo di un uomo e Miranda prende il coraggio di parlare sporco con il suo amante, finché lei non dice qualcosa di troppo.
- Altri interpreti: Willie Garson (Stanford Blatch), James Goodwin (James), Daniel Gerroll (signor Marvelous), Molly Price (Susan-Sharon), Robin Irwin (Donna n. 3), Neal Jones (Richard), James A. Lee (Uomo), Neil Pepe (Aaron), Amy Povich (Donna n. 1), Marilyn Sokol (Dr. Velma Rubin)

## Gli uomini sono tutti… strani?
- Titolo originale: The Freak Show
- Diretto da: Allen Coulter
- Scritto da: Jenny Bicks

### Trama
Samantha sta per andare a letto con Harrison quando lui insinua che lei abbia 40 anni e poi le si presenta in tenuta sadomaso. Miranda esce con un uomo che ama Manhattan mentre Charlotte esce con Mitch, comunemente conosciuto come signor Micia per la sua predilezione per i genitali femminili. Carrie comincia ad uscire con una serie di uomini che si rivelano tutti dei fiaschi clamorosi. Quando finalmente conosce un ragazzo in gamba, Ben, rovina tutto lei facendosi beccare a rovistare nella sua stanza, ossessionata dal fatto che possa avere qualcosa che non va come gli altri.
- Altri interpreti: Ian Kahn (Ben), Marc Kudisch (Harrison), Claudia Besso (Monica), Jamie Denbo (Donna nel bagno), Saidah Arrika Ekulona (Infermiera), Sam Freed (Dottore), James Joseph O'Neil (Appuntamento n. 2), Thomas Pescod (Appuntamento n. 3), Charlie Schroeder (Mitchell Sailor), Grant Varjas (Appuntamento n. 1), David Wike (Luke), James Barbour (Preppie Guy, non accreditato), Eric Keith (Ragazzo al bar, non accreditato), Moniere (Angelo nero, non accreditato)

## Single è bello?
- Titolo originale: They Shoot Single People, Don't They?
- Diretto da: John David Coles
- Scritto da: Michael Patrick King

### Trama
È meglio fingere che essere soli? Carrie pensa di essere soddisfatta di essere single ma la foto su una rivista per un servizio dal titolo "Single è bello?" che ha fatto dopo una notte brava, mette in crisi le sue convinzioni; Miranda esce con un suo ex e continua a fingere l'orgasmo finché gli rivela la verità; Samantha esce con il proprietario di un locale che la illude su un futuro insieme e poi le dà buca ad un ristorante. Charlotte si fa piacere il suo elettricista, un aspirante attore, pur di non restare sola.
- Altri interpreti: Willie Garson (Stanford Blatch), Mark Feuerstein (Josh), Tom Gilroy (Tom), Robert Montano ('Wè William), Hope Adams (Donna WASP), John F. Cleary (Deaf Man), Teddy Coluca (Netturbino), Bradley Cooper (Jake), Adam Dannheiser (Editor), Camille Hickman (Donna), Wendy Hoopes (Lennox), James Lecesne (Nevin), Ajay Mehta (Ragazzo del bus), Matthew Morrison (Giovane ragazzo del bus), Lawrence Rosenberg (Ragazzo di città), Seth Ullian (Cameriere carino), Ozomatli (Loro stessi), Jackie Cardillo (Ballerina di salsa, non accreditata), Nick Taylor (Netturbino, non accreditato)

## Strane opportunità
- Titolo originale: Four Women and a Funeral
- Diretto da: Allen Coulter
- Scritto da: Jenny Bicks

### Trama
Può una relazione riportarti alla vita? Charlotte si innamora di un uomo recentemente rimasto vedovo che incontra al funerale di uno stilista di moda. Alla fine scopre che il vedovo usa la scusa della moglie morta per fare compassione alle donne. Carrie ricomincia ad uscire con Mister Big e ripara qualche crepa nel rapporto con lui; Samantha è esiliata dalla scena sociale di Manhattan dopo aver provato a sedurre un importante uomo sposato e Miranda comincia ad avere attacchi di panico per la paura di restare single a vita dopo aver comprato un appartamento nell'Upper West Side.
- Altri interpreti: Kurt Deutsch (Ned), Seth Barrish (Ragazzo dell'ufficio prestiti), Porter Beerman (Hostess), Lisa Butler (Maitre D'), Michael De Vries (Richard 'Dick' Cranwell), Felicity LaFortune (Sandy Cranwell), Jimmy Noonan (buttafuori), Rhasaan Orange (Assistente), Barbara Spiegel (Realtor), Ellen Tobie (Shippy Shipman), Shannon Williams (Josephina), Susan Willis (Donna anziana), Jennifer McCabe (non accreditata), Coati Mundi (Javier, non accreditato)

## Sesso: bugie e tradimenti
- Titolo originale: The Cheating Curve
- Diretto da: John David Coles
- Scritto da: Darren Star

### Trama
Carrie comunica alle altre che ha ripreso ad uscire con Big; Charlotte si lascia affascinare dal gruppo elitario delle Lesbiche al potere; il nuovo ragazzo di Miranda la mette in competizione con i suoi video porno e Samantha ha un colpo di fulmine per il suo personal trainer.
- Altri interpreti: Rob Campbell (Ethan Watson), Mary B. McCann (Lydia), Tamara Tunie (Eileen), Juliana Francis (Donna nella sauna), Sean Haberle (Gareth Davis), Chris John (Thor), Jodi Long (Patty Aston), Scott Lucy (Addetto al rinfresco), Anna-Karin Eskilsson (Visitatore alla galleria, non accreditato), Judy Krause (Yael, non accreditata)

## Obiettivo: matrimonio
- Titolo originale: The Chicken Dance
- Diretto da: Victoria Hochberg
- Scritto da: Cindy Chupack

### Trama
Miranda ospita in casa Jeremy, un suo amico di Londra, sperando di iniziare una storia con lui: l'uomo invece si innamora della decoratrice di interni di Miranda e la sposa in due mesi. Carrie e le altre sono invitate al matrimonio e Carrie invita anche Big, il quale cerca in tutti i modi di evitare la festa. Durante il matrimonio Carrie legge una poesia sull'amore, arrabbiandosi poi con Big che non l'ascolta, preso da telefonate di lavoro.
- Altri interpreti: Carrie Preston (Madeline Dunn), Stephen Barker Turner (Jeremy Fields), David Beach (Capobanda), Buzz Bovshow (Uomo), Mike Dooly (Martin Healy), Paul Haber (Banchiere carino), Kevin Hagan (signor Healy), David McCann (Portiere), John Mese (Dave), Grace Naughton (Dirigente impegnata), Mary Jane Wells (signora Healy)

## Leggende metropolitane, miti e luoghi comuni
- Titolo originale: The Man, the Myth, the Viagra
- Diretto da: Victoria Hochberg
- Scritto da: Michael Patrick King

### Trama
I single di oggi necessitano dei miti di oggi per un appuntamento? Samantha esce con un uomo milionario di 72 anni: al momento di andare a letto però non ha il coraggio e scappa. Carrie si chiede se la sua storia con Big sia reale e se lui sia veramente cambiato o se continuerà ad essere immaturo. Lui la sorprende raggiungendola al ristorante con le amiche. Miranda inizia ad uscire con Steve, barista.
- Altri interpreti: Bruce MacVittie (Allan Miller), Spiro Malas (Carlo), Bill McHugh (Ed), Dina Paisner (Casalinga), Sean Runnette (Comico), Chris McGinn (Testimone, non accreditato), Donald Trump (Sé stesso, non accreditato)

## Si può cambiare per amore?
- Titolo originale: Old Dogs, New Dicks
- Diretto da: Alan Taylor
- Scritto da: Jenny Bicks

### Trama
Le donne devono affrontare un grande interrogativo: si può cambiare un uomo? Carrie cerca di cambiare alcune delle cattive abitudini di Big, tra cui quella di guardare le altre donne, Miranda esce ancora con il barista e spera di cambiare i massacranti orari di lavoro di Steve per avere più tempo con lui, Charlotte chiede al suo ragazzo di circoncidersi per lei, mentre Samantha scopre che un suo ex è diventato una drag queen che si chiama come lei.
- Altri interpreti: Kent Fuher (Drag Caller), Alex Draper (Mike), Lorraine Farris (Cameriera), Lisa Gorlitsky (Donna di Brooklyn), Amy Harris (Donna del bingo), Doan Jaroen-Ngarm Mackenzie (Drag Queen n. 2), Steven Polito (Drag Queen n. 1), Crystal Allen (Bella ragazza, non accreditata), Celeste Gregoire (Bella ragazza in strada, non accreditata), Charles Parnell (Uomo d'affari, non accreditato), Ruth Ray (Donna russa, non accreditata)

## Differenze sociali… ostacolo dell'amore?
- Titolo originale: The Caste System
- Diretto da: Allison Anders
- Scritto da: Darren Star

### Trama
Il sistema classista di New York è stato sostituito con un sistema di caste sociali? Carrie dice a Big che lo ama, ma lui non risponde. Ad una festa chic Carrie incontra un vecchio amico che fa il cameriere e passa la notte con lui, solo dormendo; la mattina Big la chiama e le dice che l'ama. Miranda e Steve si lasciano, perché lei lo invita ad una festa chiedendogli di comprarsi un vestito che lui non può permettersi. Samantha esce con un uomo ricco che ha in casa una “schiava”. Charlotte passa dei brutti momenti insieme ad una star del cinema.
- Altri interpreti: Samuel Ball (Jeremiah), Brian Van Holt (Wylie Ford), Harry Bouvy (Cameriere del cocktail), Pamela Gray (Serena), Philipp Karner (Venditore), James Michael McCauley (Harvey Terkell), Jina Oh (Sum)

## Sesso: desiderio o necessità?
- Titolo originale: Evolution
- Diretto da: Pam Thomas
- Scritto da: Cindy Chupack

### Trama
Come si sono evolute le relazioni a New York? Carrie cerca, senza successo, di lasciare qualche articolo femminile a casa di Big, per lasciare un segno di sé. Miranda scopre di avere un'ovaia pigra; Charlotte non è sicura che il suo nuovo accompagnatore sia un gay-etero o un etero-gay; Samantha mette in atto un piano per un suo ex ma fallisce.
- Altri interpreti: Willie Garson (Stanford Blatch), John Shea (Dominic), Dan Futterman (Stephan), Philippe Brenninkmeyer (Barista), Elaine Bromka (Dr. Finch), Harry O'Reilly (Joseph)

## Soffrire per amore
- Titolo originale: La Douleur Exquise!
- Diretto da: Allison Anders
- Scritto da: Ollie Levy, Michael Patrick King

### Trama
Quando si ha una relazione, come si fa a sapere quando basta? Carrie e Big hanno litigato dopo che lui le rivela che partirà per sei mesi per andare a Parigi; Samantha porta le ragazze al ristorante S&M; Charlotte ha il feticcio delle scarpe ed incontra un venditore di scarpe con il feticcio dei piedi; Miranda incontra un uomo a cui piace farlo in modo che gli altri lo possano scoprire. Nel frattempo, Carrie lascia Big, dopo aver fatto l'amore con lui per l'ultima volta.
- Altri interpreti: Willie Garson (Stanford Blatch), Will Arnett (Jack), James Urbaniak (Buster), Matthew Beisner (Cameriera sexy), Matt Conley (Anziano), Faith Geer (Donna anziana), Chris Payne Gilbert (Glorioso pezzo di maschio), Anthony J. Ribustello (Grosso uomo imponente)

## Giochi di coppia
- Titolo originale: Games People Play
- Diretto da: Michael Spiller
- Scritto da: Jenny Bicks

### Trama
Bisogna giocare perché una relazione funzioni? Carrie, ossessionata da Big, entra in terapia e incontra un altro uomo sbagliato nella sala d'aspetto della sua analista; Samantha esce con un tifoso che la porta a letto solo quando la sua squadra vince; Charlotte conosce un ragazzo carino in un bridge club, Miranda gioca a spiarsi con l'uomo che vive nel palazzo di fronte al suo e poi scopre essere un gay che cerca di sedurre l'uomo che abita al piano sopra il suo.
- Altri interpreti: Willie Garson (Stanford Blatch), Jon Bon Jovi (Seth), John Dossett (Don), Anne Lange (Dr. G.), Steve Albert (Annunciatore sportivo), Maureen Cassidy (Preppy Woman), George Hahn (Ragazzo davvero bello), Steve Scionti (Tipo di Wall Street), Jodi Stevens (Ragazza ventenne sexy), Oliver Vaquer (Cameriere), Dar Billingham (Damigella d'onore, non accreditata), Scott Glasgow (Ted, non accreditato), Jason MacDonald (Emerson, non accreditato)

## L'amico per il sesso
- Titolo originale: The Fuck Buddy
- Diretto da: Alan Taylor
- Scritto da: Merrill Markoe, Darren Star

### Trama
Le donne sono portate ad avere inconsciamente le stesse relazioni e ad uscire sempre con lo stesso tipo di persone? Carrie esce con il suo amico di letto che cerca di trasformare in fidanzato, senza riuscirci. Samantha "fa l'amore" con la coppia della porta accanto attraverso il muro, il giorno dopo viene invitata a partecipare da loro. Charlotte segue il consiglio delle amiche ed inizia ad uscire con più uomini contemporaneamente, per poi scoprire che non è stata una buona idea. Miranda si vede con un uomo irascibile.
- Altri interpreti: Dean Winters (John McFadden), David Lansbury (Kevin), Ben Weber (Skipper Johnston), Louis Aguirre (George), Divina Cook (Marlene), Abigail Lopez (Fidanzata n. 2), Kate Miller (Fidanzata n. 1), Anne O'Sullivan (Donna sui trent'anni), Victor Pagan (Jesus), Lydia Radziul (Donna WASP), Timothy Reifsnyder (Ragazzino tredicenne), Jon Patrick Walker (Eric), Jeff Goldstein (Alex, non accreditato), Victoria Soyer (Studentessa di yoga, non accreditata)

## Dettagli non trascurabili
- Titolo originale: Shortcomings
- Diretto da: Daniel Algrant
- Scritto da: Terri Minsky

### Trama
Andare a letto con qualcuno significa che vai a letto anche con la sua famiglia? Carrie ha una breve storia con uno scrittore, che soffre di eiaculazione precoce, e fa amicizia con sua madre; Miranda esce con un padre divorziato; Charlotte e Samantha litigano dopo che Samantha copula col fratello di Charlotte.
- Altri interpreti: Justin Theroux (Vaughn), David McCallum (Duncan), Daniel McDonald (Roger), Valerie Harper (Wallis), Leslie Beatty (Madre), Jake Burbage (Simon Cobb), Mireille Enos (Jenna), Meg Gibson (Zoey), Colleen Werthmann (Franny), Nikko Dayton (Simon, non accreditato), Jack Mulcahy (Wesley, non accreditato)

## Ti è piaciuto?
- Titolo originale: Was It Good for You?
- Diretto da: Daniel Algrant
- Scritto da: Michael Patrick King

### Trama
Come fai a sapere se sei brava a letto? Carrie esce con un alcolizzato e, poiché questi diventa ossessionato dal sesso, si chiede se lei non sia una sostituta della birra. Charlotte è distrutta dopo che il suo partner si addormenta durante l'atto sessuale, così porta le amiche ad un corso di sesso tantrico. Un amico gay di Samantha le chiede se può andare a letto con lei e con il suo ragazzo. Miranda mette delle nuove lenzuola.
- Altri interpreti: Richard Joseph Paul (Patrick Casey), Elżbieta Czyżewska (Dr. G. Shapiro), Kevin J. Flynn (Bram Walker), Sean Martin Hingston (David Shoffer), Brad Hurtado (David Tevis), Bernard Wagner (Dr. Ronnie Shapiro)

## Meglio giovani o mature?
- Titolo originale: Twenty-Something Girls vs. Thirty-Something Women
- Diretto da: Darren Star
- Scritto da: Darren Star

### Trama
Donne ventenni. Amiche o nemiche? Carrie e le ragazze vanno negli Hamptons e condividono un appartamento, dove l'ex assistente di Samantha le ruba l'organizzazione di un party che alla fine va male; Charlotte esce con un ventenne che le attacca le piattole; Carrie ritrova Big con la sua ventiseienne Natasha.
- Altri interpreti: Patrick Breen (Dr. Bradley Meego), Rachel Miner (Laurel), Anson Mount (Greg), Jamie Forehand (Cameriere), John Henry (Marvin Stern), Woodwyn Koons (Ragazza), Bridget Moynahan (Natasha), Melinda Relyea (Sherrie), Marisa Ryan (Nina G.)

## Ex: la terza dimensione
- Titolo originale: Ex and the City
- Diretto da: Michael Patrick King
- Scritto da: Michael Patrick King

### Trama
Carrie cerca di uscire con Big da buoni amici, ma poi scopre che si sta per sposare con Natasha e si infuria. Miranda ritorna con Steve, Samantha incontra un uomo troppo dotato e Charlotte ritrova il suo primo amore: un cavallo. Alla fine le ragazze si dicono che Carrie e Big sono come Hubbel e Katy di Come eravamo.
- Altri interpreti: John Enos III (signor Cocky), La Chanze (Hostess), Peter Davies (Uomo che pranza con Carrie), Michael H. Ingram (Testimone dello sposo), Mark McGann (Guidatore di carri), Bridget Moynahan (Natasha), James Saito (uomo coreano), Ali Costello (Cameriera, non accreditata)